# Grote weegbree
De grote weegbree (Plantago major subsp. major) is een 10–50 cm grote plant uit de weegbreefamilie (Plantaginaceae). De bladeren van de grote weegbree vormen een bladrozet en zijn goed bestand tegen betreden. Dit zorgt ervoor dat ze op bepaalde plekken dominant aanwezig zijn, omdat andere planten hier niet goed tegen kunnen. De plant wordt daarom ook vaak beschouwd als onkruid. De ondersoort komt voor in veel tuinen en langs wegen en paden. Het wordt ook wel het "voetspoor van de blanken" genoemd. Desondanks is er ook een cultivar gekweekt, namelijk Plantago major 'Rosularis'.
De bloemen vormen een aar die rolrond is en 10–15 cm lang kan worden. De grote weegbree staat in bloei van mei tot november.
De grote weegbree draagt een doosvrucht met een grootte van 2–5 mm. Elke vrucht bevat vier donkerbruine zaadjes of meer.
De tweeslachtige bloemen zijn groenachtig geel. De stempel komt het eerste tevoorschijn. De helmknoppen zijn eerst lila, maar worden later geelachtig. De schutbladen zijn bruin en hebben een groene kiel en spits.
De bladeren vormen een rozet en zijn breed-elliptisch of eirond. Elk blad is spaarzaam behaard of glad. De bladsteel is tamelijk lang en sterk geribbeld.
De aren van de grote weegbree worden soms in vogelkooien opgehangen.

## Ecologie
Grote weegbree staat vooral op en langs wegen; in weiden en gazons, op bebouwde en braakliggende gronden; weinig op natuurlijke standplaatsen. De soort is een uitgesproken tredplant.

### Syntaxonomie
Grote weegbree is een kentaxon van de weegbree-klasse (Plantaginetea majoris).

## Eigenschappen
Grote weegbree heeft goede eigenschappen. Met name de bladeren hebben een medicinale functie. Een blad kan worden gebruikt om jeuk en brandnetelblaren te behandelen, door met het blad over de te behandelen plek te wrijven. Dit komt doordat het iridoïden in zich heeft, die bestaan uit aucuboside. Dit stofje is bijzonder effectief tegen huidaandoeningen. Verder kunnen astma en bronchitis kunnen hiermee worden behandeld vanwege de slijmoplossen-de en ontstekingsremmende werking van deze stof.
Symptomen van pollenallergie kunnen worden verhinderd door alvast weegbree in te nemen voordat alles in bloei komt. Grote weegbree is daarom ook bij uitstek een weldaad voor hooikoortspatiënten. Rode, tranende ogen, loopneus, niesbuien, het kan binnen 48 uur opgelost worden door deze weegbree.

## Afbeeldingen

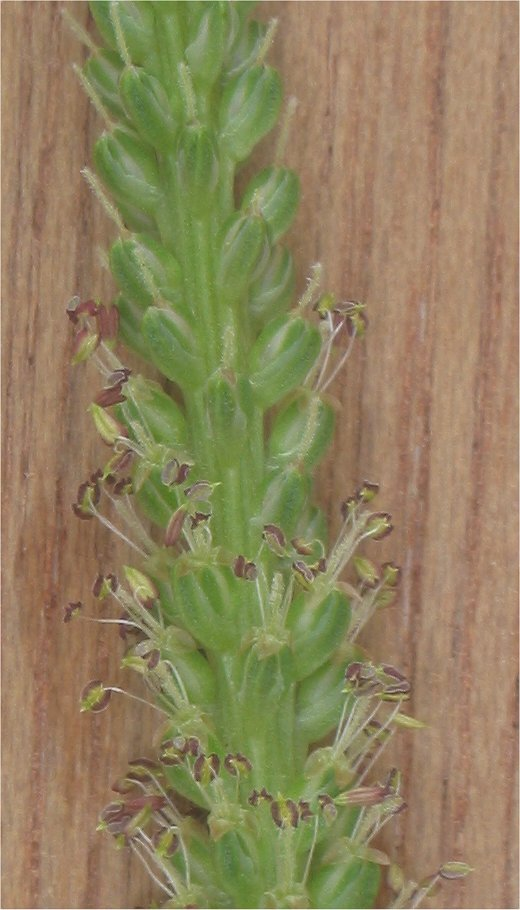
Bloempjes
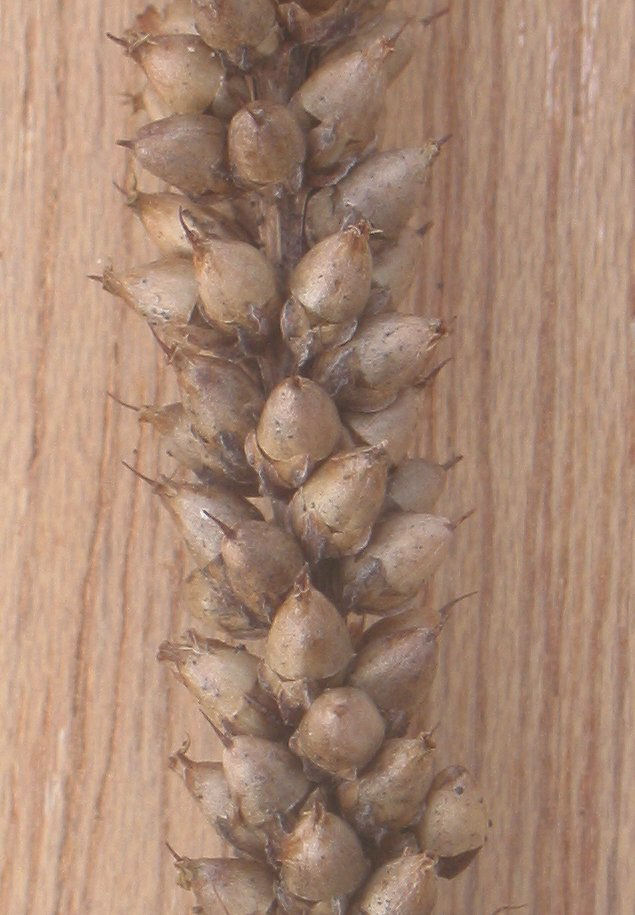
Vruchten
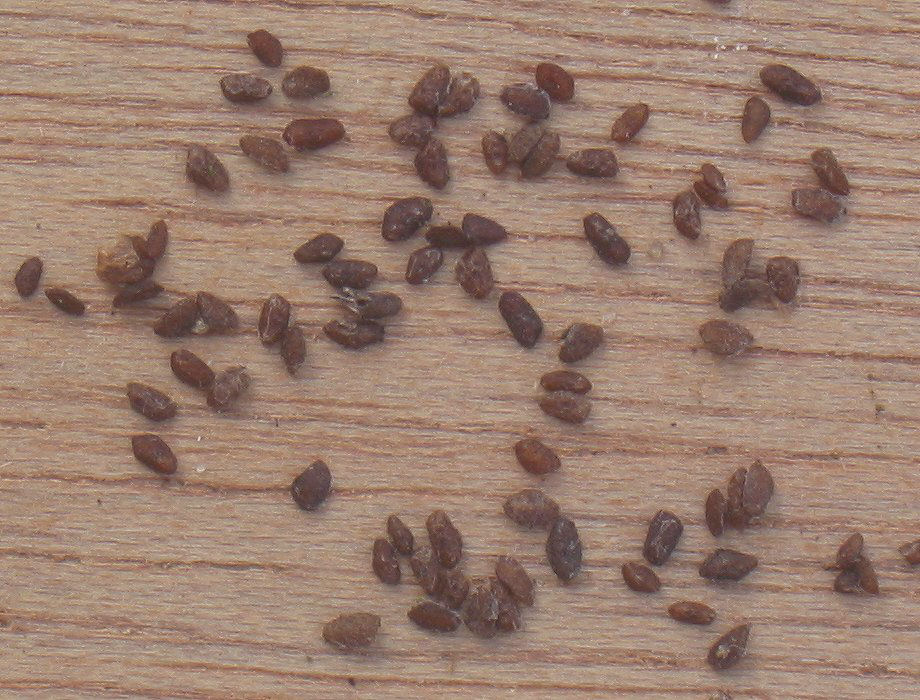
Zaden
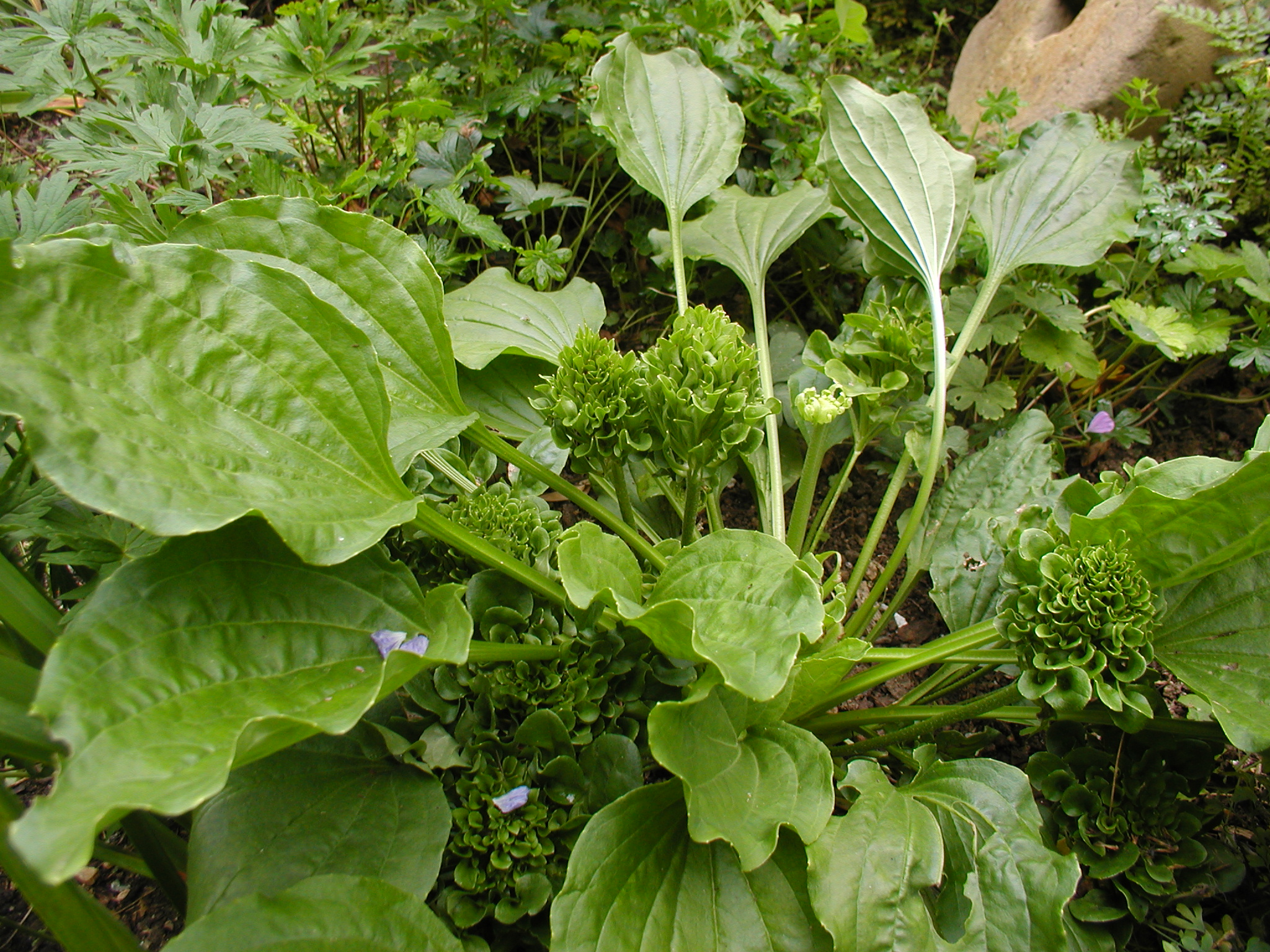
Cultivar 'Rosularis'